# Poligenezis-elmélet
Poligenezis-elméletnek nevezzük azokat az eredetelméleteket, amelyek a monogenezis-elmélettel ellentétben az egymástól nagyobb távolságra levő hasonló jelenségeket egymástól független fejlődéssel magyaráz.
Általában a poligenezis-elmélet feltételezi egy, vagy több monogenezis-elmélet létezését ugyanabban a témában.

## Etimológiája
Görög eredetű szó, melynek az első tagja a poli, jelentése sok, több. A második tagja a genezis, melynek jelentése eredet, keletkezés, származás.

## Biológiában
A gyarmatosításhoz köthető azoknak az elméleteknek a kialakulása, melyek az emberi rasszokat különböző eredetűnek tekintik. Ezáltal kívántak vélt előjogokat biztosítani maguknak a gyarmatosító államok. Ez vezetett a rasszizmus kialakulásához. 
Mára ezek az elméletek megdőltek és általánosan elfogadott minden élő embertípus egyetlen fajba való sorolása.

## Íráskutatásban
A monogenezis-elmélet híveivel ellentétben a kutatók egy része úgy hiszi, hogy az írás legalább hét egymástól független keletkezési helyen különböző időpontban alakult ki.
- Sumér, a Kr. e. IV. évezred vége
- Egyiptom, a Kr. e IV. évezred vége
- Égei-tengeri (hettita és krétai), a Kr. e. II. évezred eleje;
- Kína, a Kr. e. II. évezredben;
- Elámi, Kr. e. 3000 körül;
- Indus-völgyi, Kr. e. 2200 körül;
- Maja, Kr. e. 1. század

## Nyelvészetben
A nyelvek, nyelvcsaládok kialakulását tekintve a poligenezis-elmélet hívei úgy tartják, hogy már a kezdetekben az emberek elkülönült csoportokban éltek és soha nem lehetett egy közös nyelv.